# Adonisea constricta
Adonisea constricta là một loài bướm đêm trong họ Noctuidae.